# Bogoria (Sandomierz)
Pour les articles homonymes, voir Bogoria.
Bogoria est une localité polonaise de la gmina de Łoniów, située dans le powiat de Sandomierz en voïvodie de Sainte-Croix.